# Pflanzenwachstum

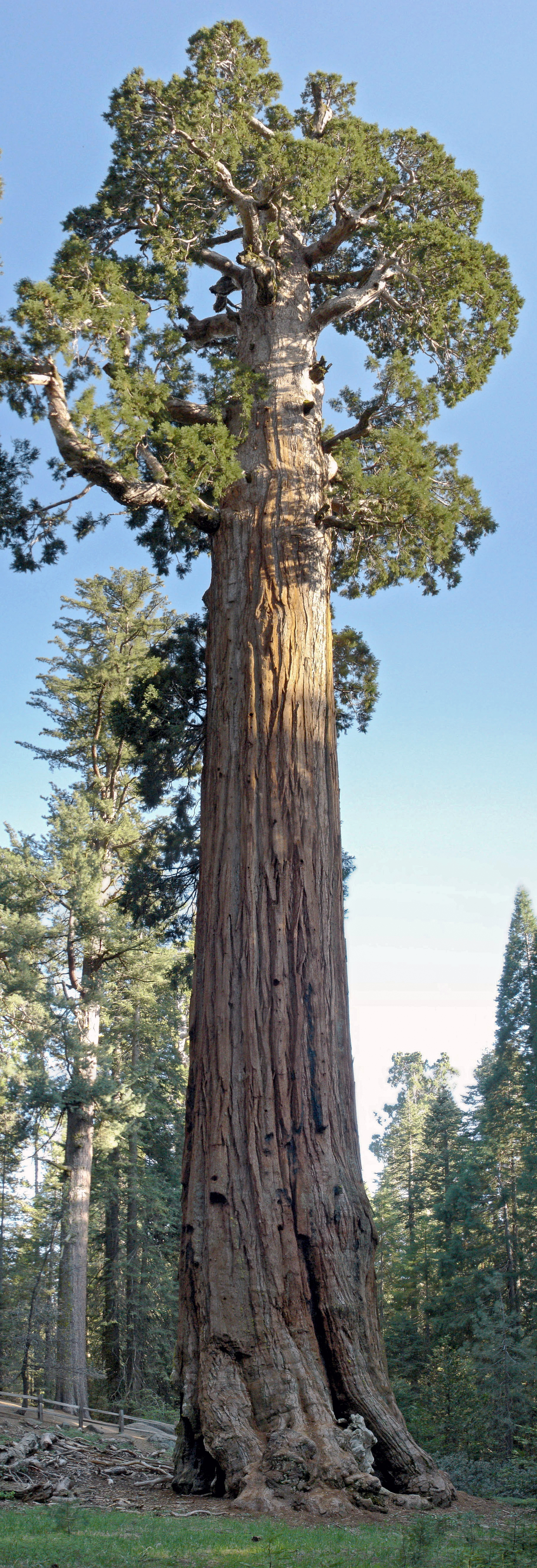
Ein Riesenmammutbaum: der General Grant Tree in Kalifornien.

Pflanzenwachstum ist die Zunahme der Größe einer Pflanze.
Beeinflussende Faktoren sind beispielsweise Licht, Temperatur, Feuchtigkeit, mechanische Störungen (z. B. Wind, Regen, Berührungen) und Schall-Vibrationen.
Begrenzende Faktoren sind vor allem die klimatischen Bedingungen – Jahresgang der Luft- und/oder Bodentemperaturen sowie Niederschlagsmengen- und Verteilung –, deren Kombination die individuelle Wachstumsperiode einer Pflanzenart bestimmt. Hinzu kommen zum Teil edaphische Faktoren (Boden). Ständiger Wind kann das Wachstum holziger Pflanzen be- oder verhindern.

## Allgemeines
Anders als die meisten Tiere wachsen Pflanzen nicht überall gleichzeitig, sondern nur an bestimmten Stellen. Außerdem ist das Wachstum bei den meisten Pflanzen nicht begrenzt, sondern kann sehr lange fortgesetzt werden. So erreicht der Riesenmammutbaum zwar nach wenigen Jahren die Geschlechtsreife, wächst aber immer weiter und kann bis zu 3.000 Jahre alt und 100 Meter hoch werden. Dies beruht darauf, dass die teilungsaktiven Gewebe, die Meristeme, von denen das Wachstum ausgeht, fortdauernd weiterwachsen. Manche pflanzliche Organe zeigen jedoch ein begrenztes Wachstum, so die Blätter, Dornen und Blüten. Außerdem haben viele Pflanzen Ruhephasen, in denen sie nicht oder kaum wachsen.

## Teilungswachstum und Streckungswachstum
In einem Meristem vermehren sich die Zellen durch Zellteilungen. Dieses Teilungswachstum geht bei einem Teil der Tochterzellen in das Streckungswachstum über, bei dem sich das Volumen der Zelle erhöht. Dabei kann die Zelle sich nach allen Richtungen etwa gleichmäßig (isodiametrisch) ausdehnen, oder die Streckung kann gerichtet sein, wodurch sehr langgestreckte Zellen entstehen können. Die Streckung beruht auf einer Aufnahme von Wasser in die Vakuolen, die schließlich zu einer Zentralvakuole verschmelzen können, während das Cytoplasma sich nicht vermehren muss und auf die Peripherie der Zelle beschränkt wird. Eine Sonderform des Streckungswachstums ist das Spitzenwachstum der Wurzelhaare und der Pollenschläuche, bei dem nur die Spitze sich streckt. Ebenso wachsen die Hyphen der Pilze (die heute nicht mehr zu den Pflanzen gerechnet werden) nur an der Spitze (apikal).

## Primäres und sekundäres Wachstum
Die Meristeme der Sprossspitze und der Wurzelspitze (Apikalmeristeme) werden schon im Embryo angelegt. Von ihnen geht das primäre Wachstum aus. Vor allem bei Bäumen tritt zusätzlich ein sekundäres Dickenwachstum auf, das erst später einsetzt und vom Kambium ausgeht, einem in und zwischen den Leitbündeln liegenden Meristem, das einen die ganze Sprossachse und Wurzel durchziehenden Zylinder darstellt und nach innen das Holz bildet. Hinzu kommt bei der Sprossachse das weiter außen liegende Korkkambium, das nach außen Kork bildet.

## Verzweigung
Zum primären Wachstum gehört auch die Verzweigung, die bei Spross und Wurzel auf sehr verschiedene Weise erfolgt. Das Apikalmeristem des Sprosses gliedert an seinem Rand höckerartige Blattanlagen ab, aus denen später die Blätter hervorgehen, die im Unterschied zur Sprossachse ein begrenztes Wachstum aufweisen. In ihren Achseln bleibt jedoch ein zunächst ruhendes Meristem erhalten (Achselknospe), aus dem später ein Seitentrieb hervorgehen kann. Ganz anders verzweigt sich die Wurzel: Seitenwurzeln haben ihren Ursprung im Inneren der Hauptwurzel, wo der Perizykel, die äußerste Zellschicht des Zentralzylinders, als zeitweilig ruhender Abkömmling des Apikalmeristems nach einiger Zeit stellenweise wieder aktiv wird und eine neue Wurzelspitze ausbildet, die die weiter außen liegenden Zellschichten durchbricht.

## Lebensdauer
Einjährige Pflanzen schließen ihren Lebenszyklus von der Keimung bis zur Samenreifung innerhalb eines Jahres ab. Ihre Meristeme erschöpfen sich, und nach der Samenreifung stirbt die Pflanze ab. Zweijährige Pflanzen kommen erst im zweiten Jahr zur Blüte und sterben dann, bei mehrjährigen geschieht das nach mehr als zwei Jahren. Dagegen können ausdauernde Pflanzen viele Jahre leben und jedes Jahr blühen und fruchten. Dazu gehören alle Bäume und Sträucher, aber auch manche Gräser wie das nordamerikanische Büffelgras Buchloe dactyloides, das sich rasenförmig ausbreitet und von dem ein 10.000 Jahre altes Exemplar gefunden wurde. Viele andere Gräser, darunter alle Getreidearten, sind hingegen einjährig.

## Zelluläre Aspekte
Auch auf der zellulären Ebene unterscheidet sich das Wachstum der Pflanzen erheblich von dem der Tiere. Während tierische Zellen sich teilen, indem in der Teilungsebene peripher ein kontraktiler Ring ausgebildet wird, der wie Muskelfasern aus Aktin- und Myosinfilamenten besteht und durch zentripetale Einschnürung die Zelle teilt, beginnt die Teilung pflanzlicher Zellen im Zentrum der Teilungsebene und schreitet zentrifugal fort, indem eine neue Zellwand eingelagert wird. Auch hier wird die Teilungsebene durch eine ringförmige Struktur in der Peripherie, das aus Mikrotubuli bestehende Präprophaseband, bestimmt. Dieses verschwindet jedoch zu Beginn der Kernteilung und ist an der anschließenden Zellteilung nicht beteiligt. Ein grundlegender Unterschied zu den Verhältnissen bei Tieren besteht auch darin, dass die Volumenzunahme der Zellen (Streckungswachstum) ganz oder zu 90 % durch Anreicherung von Wasser in den Vakuolen erfolgt, während sie bei tierischen Zellen allein aus einer Zunahme des Cytoplasmas resultiert. Die Richtung der Zellstreckung wird bei Pflanzen ebenso wie die Ausrichtung der Zellteilungs-Ebene durch Mikrotubuli in der Zellperipherie bestimmt: In sich streckenden Bereichen der Zelle sind die Mikrotubuli senkrecht zur Streckungsrichtung orientiert, und auf der anderen Seite der Zellmembran werden Cellulose-Mikrofibrillen parallel zu den Mikrotubuli neu gebildet, wodurch die Streckungsrichtung vorgegeben ist, weil Cellulose nicht dehnbar ist.